# Qarāvol Tappeh
Qarāvol Tappeh (persiska: قراول تپه) är en ort i Iran.   Den ligger i provinsen Golestan, i den norra delen av landet, 400 km nordost om huvudstaden Teheran. Qarāvol Tappeh ligger 33 meter över havet och antalet invånare är 378.
Terrängen runt Qarāvol Tappeh är mycket platt, och sluttar västerut. Runt Qarāvol Tappeh är det ganska tätbefolkat, med 65 invånare per kvadratkilometer. Närmaste större samhälle är Gonbad-e Kāvūs, 5,9 km öster om Qarāvol Tappeh. Omgivningarna runt Qarāvol Tappeh är i huvudsak ett öppet busklandskap.